# Rotatorkuff

10. Rotatorkuff: 11. M. supraspinatus, 12. M. subscapularis, 13. M. infraspinatus, 14. M. teres minor

Rotatorkuffen eller rotationskapseln är en muskelgrupp som består av fyra skelettmuskler som ingår i övre extremitetens muskulatur och som stabiliserar axelleden.
Alla rotatorkuffens fyra muskler har sina ursprung på skulderbladet (scapula) och sina fästen vid överarmsbenets laterala tuberkler (tuberculum majus humeri, tuberculum minus humeri).
Tillsammans håller musklerna överarmsbenets huvud (caput humeri) tryckt mot skulderbladets ledpanna (fossa glenoidalis). Rotatorkuffens stabiliserande funktion gör att den därför kallas axelns aktiva ligament.
| Muskel           | Ursprung (på skulderbladet) | Fäste (på överarmsbenet) | Funktion     | Innervation                                                     |
| ---------------- | --------------------------- | ------------------------ | ------------ | --------------------------------------------------------------- |
| M. supraspinatus | Fossa supraspinata          | Tuberculum majus humeri  | Abduktion    | Nervus suprascapularis                                          |
| M. infraspinatus | Fossa infraspinata          | Tuberculum majus humeri  | Utåtrotation | Nervus suprascapularis                                          |
| M. teres minor   | Margo lateralis scapulae    | Tuberculum majus humeri  | Utåtrotation | Nervus axillaris                                                |
| M. subscapularis | Fossa subscapularis         | Tuberculum minus humeri  | Inåtrotation | Nervus subscapularis superior och nervus subscapularis inferior |